# Iatuca
Iatuca is een kevergeslacht uit de familie van de boktorren (Cerambycidae). De wetenschappelijke naam van het geslacht werd voor het eerst geldig gepubliceerd in 2004 door Galileo & Martins.

## Soorten
Iatuca is monotypisch en omvat slechts de volgende soort:
- Iatuca brevicornis Galileo & Martins, 2004